# مترو هفئی
مترو هفئی (合肥轨道交通) سیستم قطار شهری زیرزمینی در شهر هفئی، آن‌هوئی، چین است.
این مترو که در سال ۲۰۱۶ تأسیس شده دارای ۶ خط، ۱۸۴ ایستگاه و ۲۳۲ کیلومتر طول است.

## نگارخانه

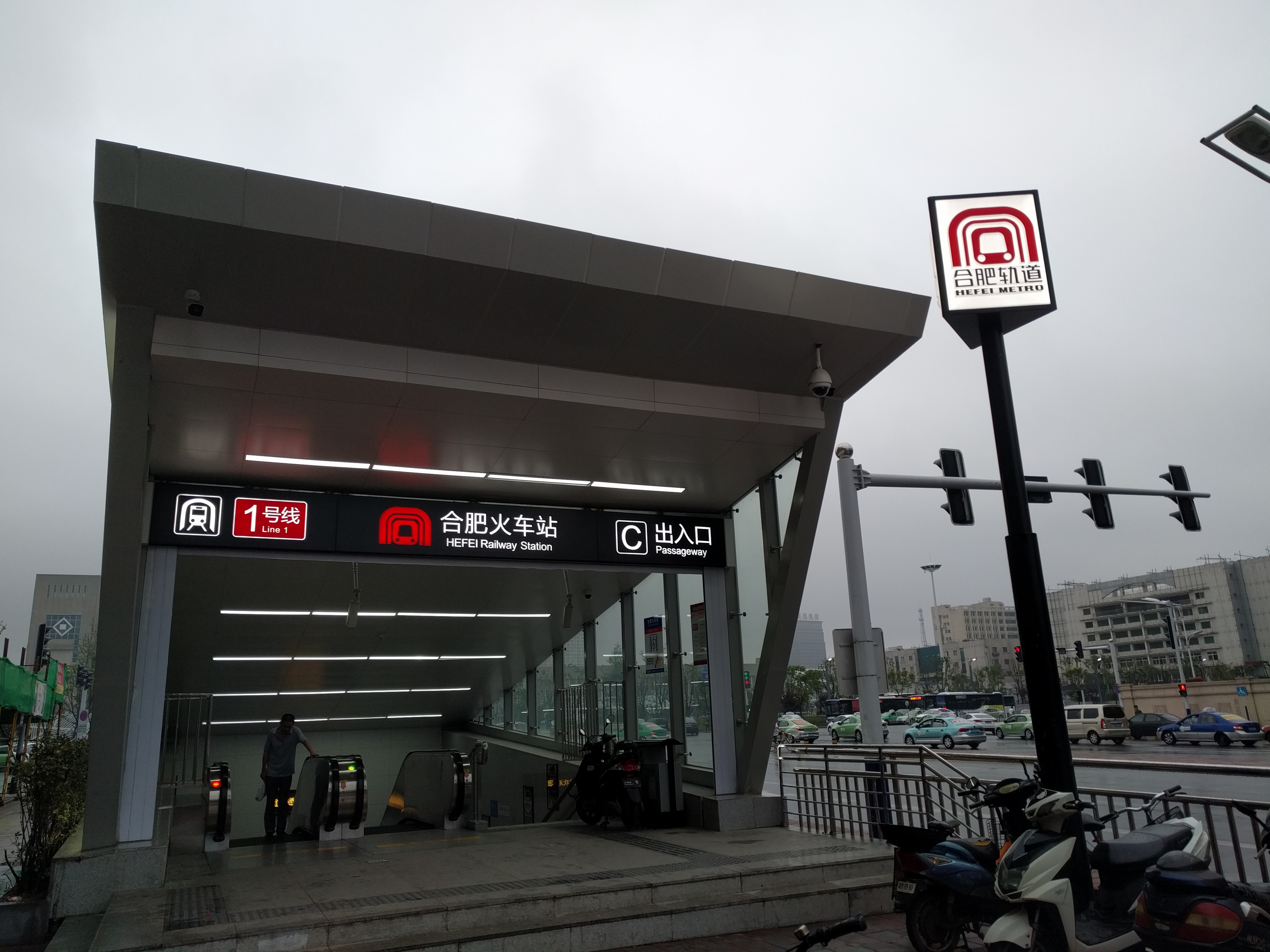
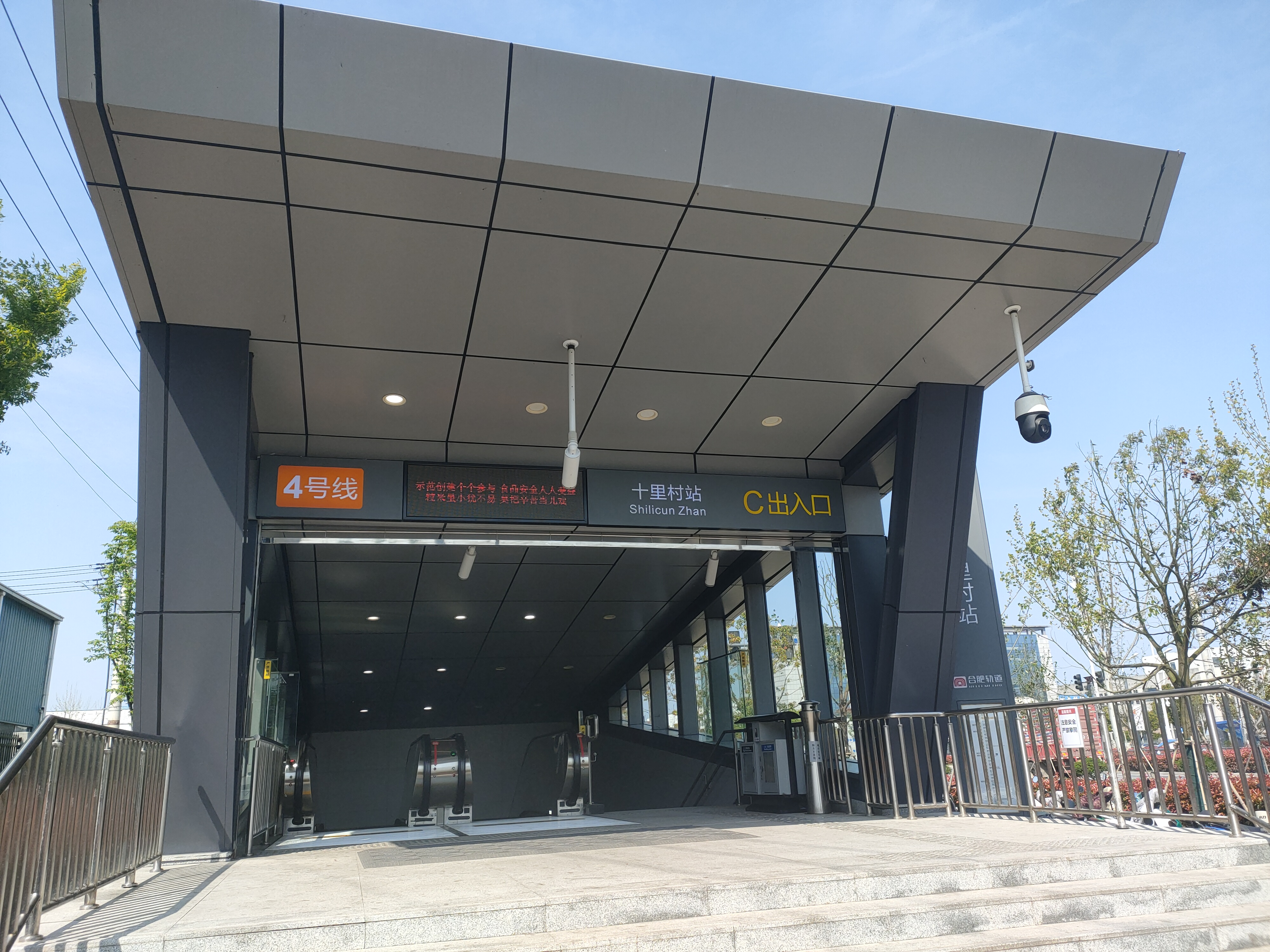
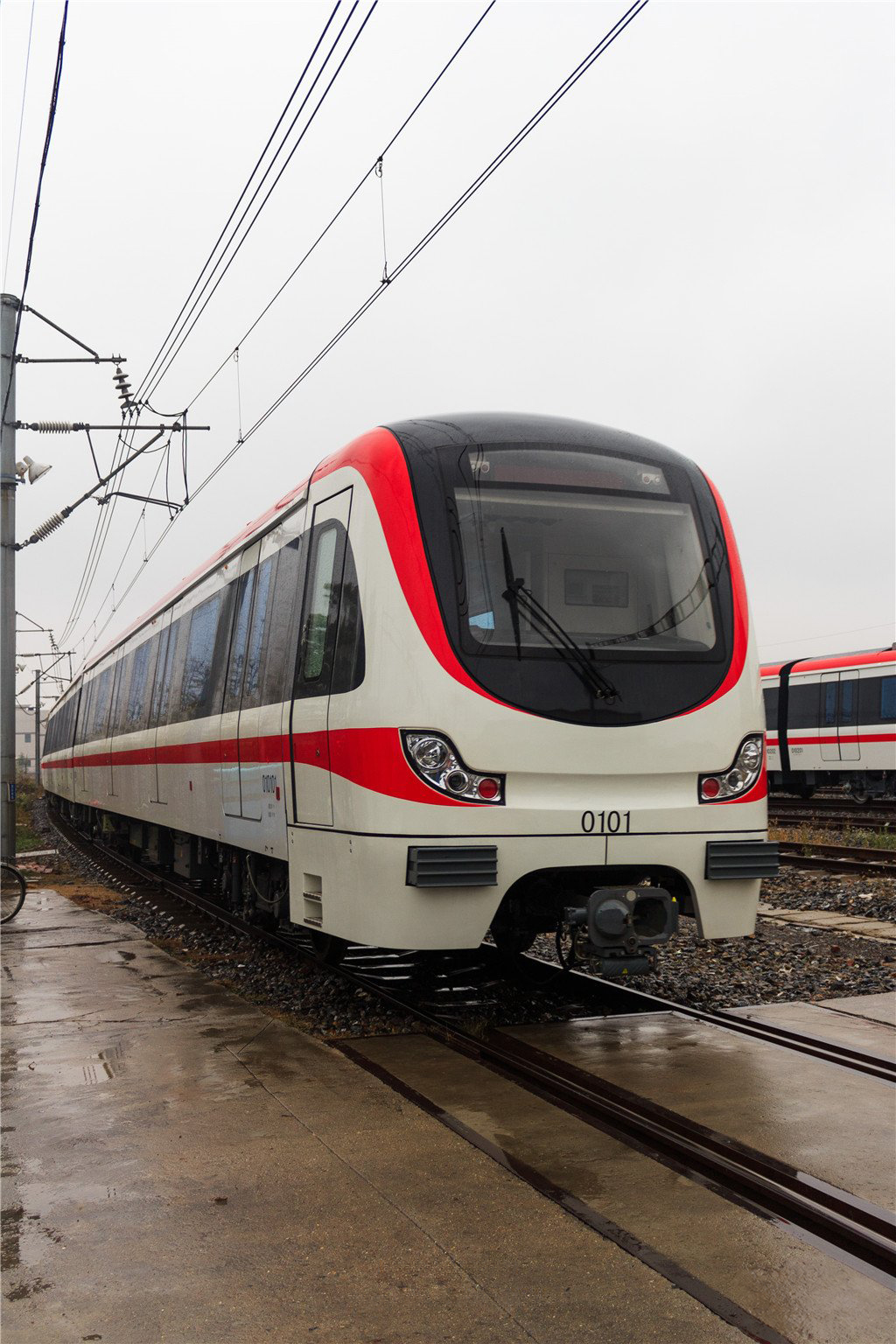
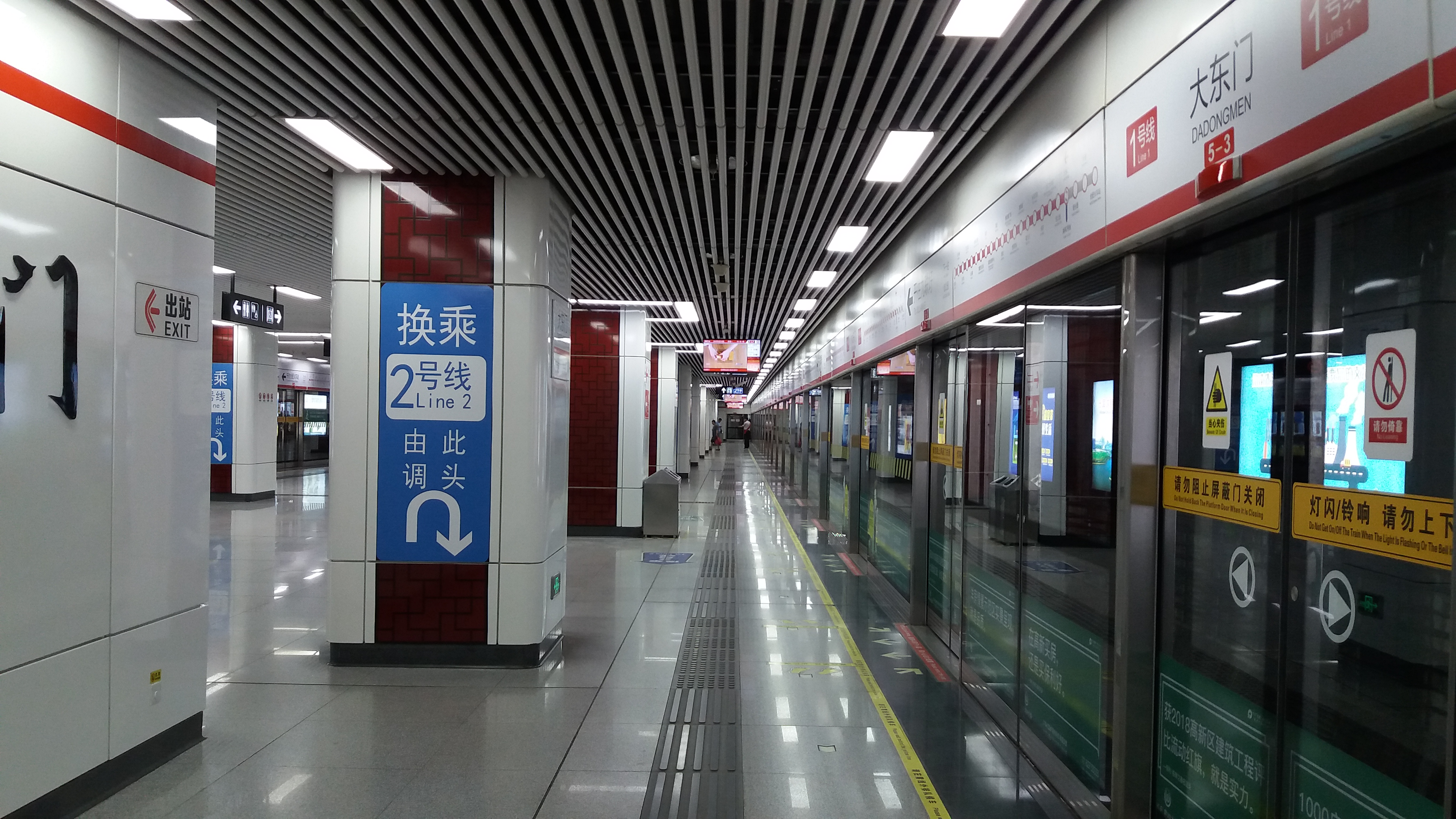
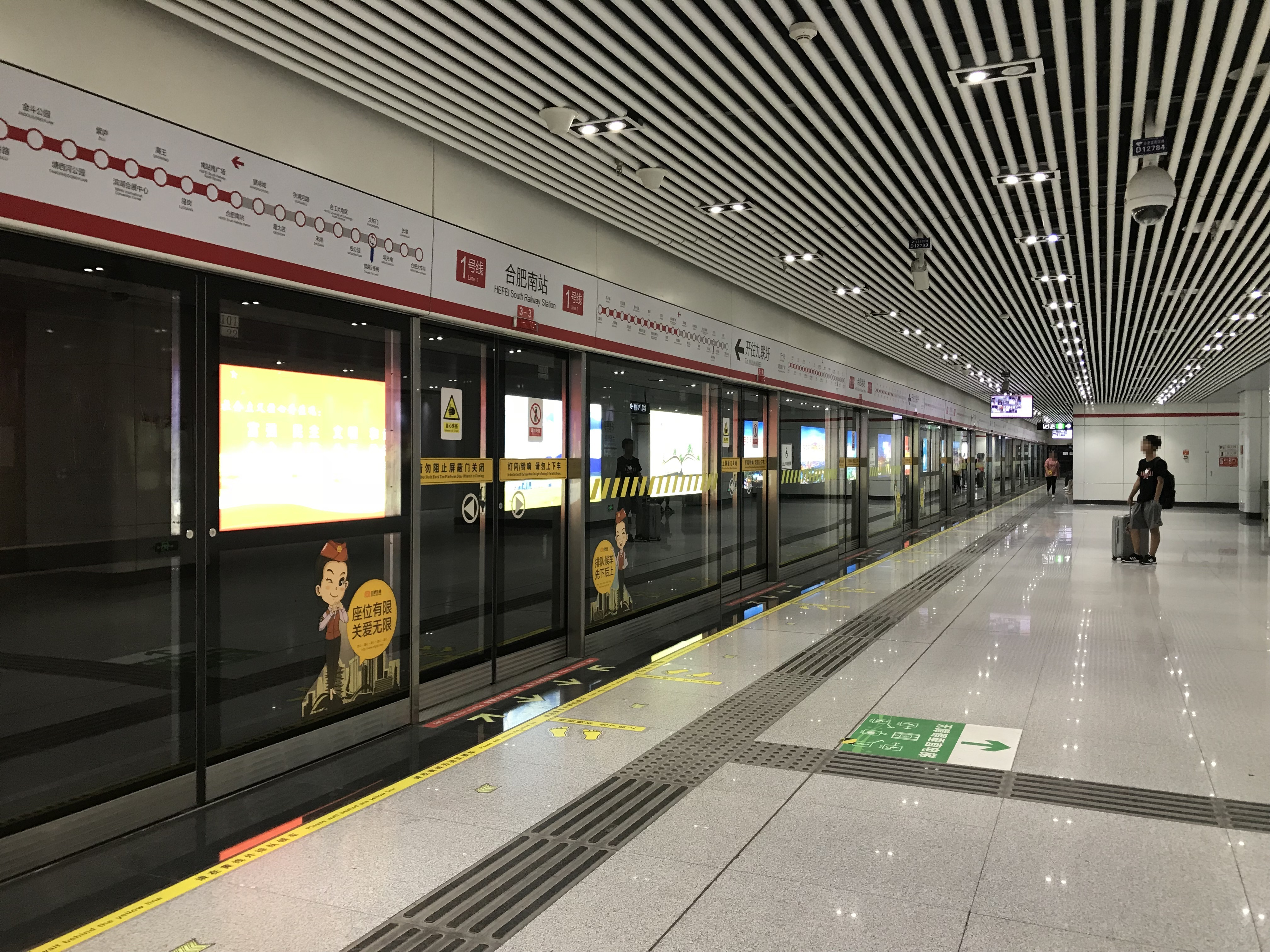